# Serridonus luridus
Serridonus luridus är en insektsart som beskrevs av Keti Maria Rocha Zanol 1997. Serridonus luridus ingår i släktet Serridonus och familjen dvärgstritar. Inga underarter finns listade i Catalogue of Life.